# Ståltrådssløjd
Ståltrådssløjd er i stor udstrækning kendt under den svenske betegnelse luffarslöjd, som kan oversættes med vagabondhusflid. Når de hjemløse luffare (hjemløse, vagabonder) færdedes på de svenske landeveje i tidligere århundreder, risikerede de at blive arresteret, hvis de ikke kunne eftervise, at de kunne forsørge sig selv, så både dérfor og også for at tjene en smule til dagen og vejen medbragte de et par tænger og forskellige typer ståltråd, som de brugte til at fremstille små genstande, som de kunne sælge, hvor de kom frem. Både værktøj og materialer var lette at have med sig.

## Materialer til en start – og senere
Luffarslöjd kan klares med en bidetang og en fladtang, evt. også en rundtang, eller en enkelt kombitang med flere af disse funktioner, samt udglødet elefanttråd og en rulle vindseltråd. Luffarne har ikke haft det store udstyr, men når vi i vore dage driver luffarslöjd i sløjdundervisningen, husflid, som hobby eller kunsthåndværk, bliver tængernes antal let mindst en halv snes, og der vil blive brugt mange forskellige slags tråd: forskellige metaller, tykkelser, stivheder. Det er nemlig ikke mere luffarne, men alle mulige andre, der laver luffarsløjd.

## Lovlige værktøjer og metoder
For at der er tale om ægte luffarsløjd, må der kun anvendes tænger og ståltråd. 
Der må altså ikke bruges loddekolbe og loddetin. Der må heller ikke bruges snor, garn, plastiktråd eller andet til udsmykning, for udsmykning sker udelukkende ved at bøje mønstre i ståltråden. Der monteres heller ikke træhåndtag i ægte luffarsløjd. Men selvfølgelig kan man selv tage stilling til, om man med udgangspunkt i luffarsløjd vil gå egne veje og afvige fra det oprindelige, og så måske kalde det noget andet.
I nogle tilfælde er anvendt en bøjelære, og det hører formentlig til de "lovlige" hjælpemidler. En bøjelære er et hjælpeværktøj til at bøje tråden ens (samme form) hver gang, og det kan være et bræt med et mønster af halvt islåede søm, som tråden bøjes omkring, så eksempelvis flere ben, der skal være ens i en lysestagefod, hurtigere og lettere kan laves ens. Der kan også være boret huller til at holde trådstykker på plads under forarbejdningen.

## Typiske luffarsløjdprodukter
- Små kurve (men meget mindre tætte end f.eks. i pileflet)
- Kurveopsatser på fod
- Varmebrikse (til at stille varme gryder på)
- Fade
- Lysestager
- Piskeris
- Knagerækker og kroge
- Æggebægre
- Stormkroge til vinduer
- Smykker (ringe, armbånd)

## Kulturteknik
Alle sløjdundervisningens centrale kundskabs- og færdighedsområder tilgodeses gennem luffarsløjd, men vel nok især kulturteknikker, hvor man beskæftiger sig med historiske perioder og andre kulturer; i dette tilfælde et specielt svensk fænomen, som kan spores tilbage til 1700-tallet, havde sin storhedstid i 1800-tallet og som ophørte blandt luffare (svenske vagabonder) i første halvdel af 1900-tallet, men som lever videre inden for sløjd, husflid, hobby og kunsthåndværk, især i Sverige.